# Borden Island
Borden Island gehört zu den Königin-Elisabeth-Inseln Kanadas und liegt im Westen des Kanadisch-Arktischen Archipels. Der größere, westliche Teil gehört zu den Nordwest-Territorien, nur ein kleiner östlicher Teil zum kanadischen Territorium Nunavut.
Die unbewohnte Insel ist 2.794 km² groß. Ihre Küstenlinie ist relativ flach, das Innere der Insel ist hügelig bis etwa 150 m Höhe. Ihre Nordwestküste grenzt an den Arktischen Ozean. Im Nordosten liegt Ellef Ringnes Island, im Südwesten Brock Island und im Süden Mackenzie King Island, von der sie durch die Wilkins Strait getrennt ist. Vor Cape Mackay, dem westlichsten Punkt der Insel, liegen um die 25 Felseilande, von denen die Jenness-Insel die größte ist.
Die Insel wurde im Juni 1915 von Vilhjálmur Stefánsson während der Kanadischen Arktisexpedition 1913–1918 entdeckt und nach Robert Borden benannt, der von 1911 bis 1920 kanadischer Premierminister war und Stefanssons Expedition unterstützte. Ursprünglich wurde sie mit der Mackenzie-King-Insel als eine Insel angesehen, erst 1947 erkannte die Royal Canadian Air Force beim Überfliegen den geteilten Charakter.